# Hans-Georg Moldenhauer

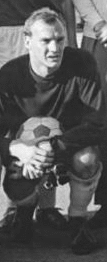
Moldenhauer 1967

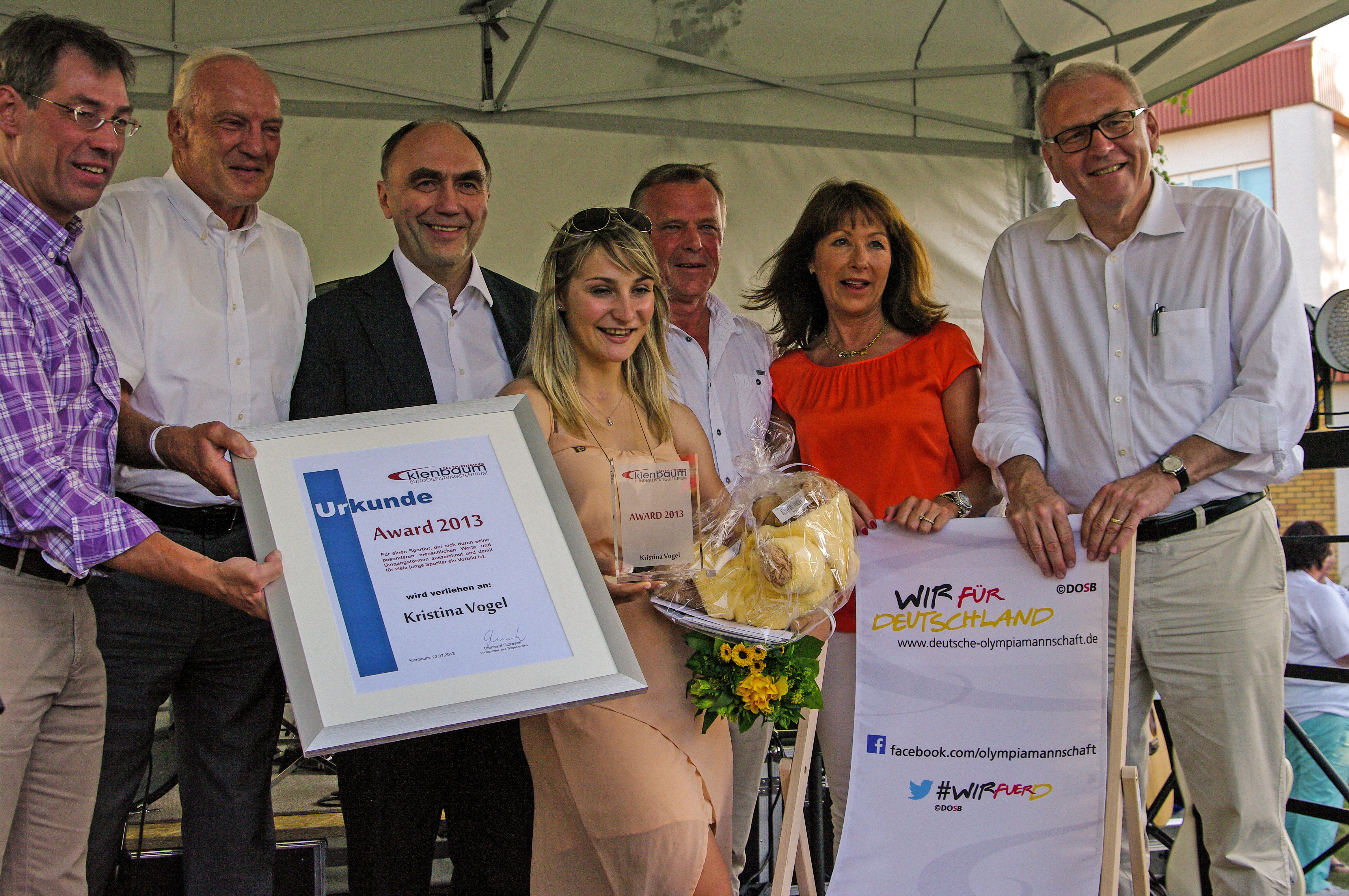
Hans-Georg Moldenhauer (2. von links)

Hans-Georg Moldenhauer (* 25. November 1941 in Senst) ist ein ehemaliger deutscher Fußballspieler und späterer Funktionär im DDR-Fußball sowie im bundesdeutschen Sport.

## Laufbahn als Fußballspieler
Moldenhauers sportliche Laufbahn begann 1954 bei der Betriebssportgemeinschaft Motor Mitte Magdeburg, aus deren Fußballmannschaften noch während Molderhauers aktiver Zeit zunächst eine Sektion des SC Aufbau Magdeburg und später der 1. FC Magdeburg entstand. Mit zwölf Jahren spielte Moldenhauer in der Schülermannschaft zunächst als Mittelfeldspieler. Als Handballspieler versuchten, ihn in ihre eigenen Reihen abzuwerben, überredete ihn sein Trainer, es als Fußballtorwart zu versuchen, und Moldenhauer bewies dort seine tatsächliche Begabung. In die Juniorenmannschaft des SC Aufbau aufgerückt, zeigte Moldenhauer so zuverlässige Leistungen, dass die Verantwortlichen für die Junioren-Nationalmannschaft der DDR auf ihn aufmerksam wurden. Am 27. März 1960 wurde Moldenhauer zum ersten Mal in einem Länderspiel der Juniorenauswahl eingesetzt und stand auch in den folgenden vier Länderspielen im Tor der DDR-Junioren. Insgesamt bestritt er sechs Junioren-Länderspiele.
Neben seiner fußballerischen Betätigung legte Moldenhauer das Abitur ab und studierte an der Magdeburger Technischen Universität Maschinenbau. Später promovierte er sogar als Dr.-Ing. im Schwermaschinen- und Anlagenbau und arbeitete in diesem Bereich auch im Magdeburger Schwermaschinenbaukombinat.
Noch im Juniorenalter wurde Moldenhauer am 2. Juli 1960 in dem Punktspiel des SC Aufbau gegen den SC Einheit Dresden (0:1) in der Oberligamannschaft eingesetzt. Er blieb jedoch vorerst Reservetorwart hinter Nationaltorhüter Wolfgang Blochwitz. Erst nach dessen 1966 durch den Abstieg in die DDR-Liga bedingten Wechsel zum FC Carl Zeiss Jena rückte Moldenhauer mit der Saison 1966/67 in die Stammelf der Magdeburger auf. Zuvor hatte er das Glück, im Endspiel um den DDR-Fußballpokal am 13. Juni 1964 eingesetzt zu werden. Mit dem 3:2-Sieg über den SC Leipzig kam Moldenhauer zu seinem ersten Titelgewinn. Fünf Jahre später stand er am 1. Juni 1969 erneut mit dem FCM im Pokalendspiel und gewann diesmal mit 4:0 gegen den FC Karl-Marx-Stadt. Durch den erneuten Pokalgewinn erhielt Moldenhauer auch die Chance, zwei Spiele im Wettbewerb um den Europapokal der Pokalsieger zu bestreiten. Verletzungsbedingt konnte er in den ersten Europapokalspielen der Saison 1969/70 nicht mitwirken, erst in den beiden Achtelfinalbegegnungen gegen den portugiesischen Pokalsieger Academica Coimbra kam Moldenhauer zum Einsatz, nach 1:0 und 0:2 schieden die Magdeburger danach jedoch aus. Inzwischen hatte Moldenhauer durch den jungen Ulrich Schulze Konkurrenz bekommen und in den Spielzeiten 1969/70 und 1970/71 verlor er seine Position als Stammtorhüter. Da er inzwischen fast 30 Jahre alt geworden war, trat er zum Ende der Saison 1970/71 aus der Oberligamannschaft des 1. FC Magdeburg zurück.
In seinen zwölf Jahren in der 1. Mannschaft der Magdeburger hatte er insgesamt 152 Pflichtspiele bestritten, neben den Meisterschafts-Punktspielen 16 DDR-Pokal- und zwei Europapokalspiele.
- Alle Meisterschaftspunktspiele (bis auf 1966/67 in der Oberliga)
  - 1960000– 06
  - 1961/62 – 09
  - 1962/63 – 07
  - 1963/64 – 19
  - 1964/65 – 02
  - 1965/66 – 04
  - 1966/67 – 23 (DDR-Liga)
  - 1967/68 – 13
  - 1968/69 – 25
  - 1969/70 – 14
  - 1970/71 – 11

## Karriere als Sportfunktionär

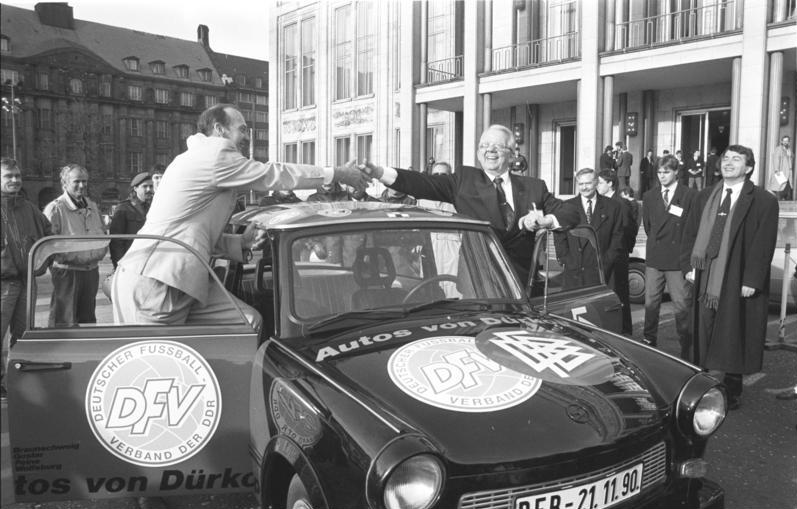
Als Geschenk zum Eintritt in den DFB überreichte Hans-Georg Moldenhauer (l.), Präsident des NOFV, dem DFB-Präsidenten Hermann Neuberger (r.) einen Trabant, November 1990

Neben seinem Alter waren auch berufliche Gründe für das Ende der Spielerlaufbahn entscheidend. Moldenhauer hatte ein Angebot vom Magdeburger Schwermaschinenbaukombinat SKET erhalten, dort als Maschinenbauingenieur in verantwortlicher Stellung zu arbeiten. Er blieb jedoch Mitglied des 1. FC Magdeburg und wurde dort 1975 nebenberuflich Torwarttrainer. Später wurde er in den Vorstand des Klubs gewählt. Als es nach der politischen Wende von 1989 um die Frage der Zukunft des DDR-Fußballs ging, stellte sich Moldenhauer an die Spitze der Befürworter eines schnellen Anschlusses an den bundesdeutschen Fußballbund. In einer Kampfabstimmung wurde er am 31. März 1990 zum Präsidenten des DDR-Fußballverbandes gewählt und leitete den Zusammenschluss mit dem DFB ein, der am 20. November 1990 vollzogen wurde. Moldenhauer wurde zum Vizepräsidenten des DFB gewählt und übernahm die Verantwortung für die Trainerausbildung und die Talenteförderung. In diesem Zusammenhang wurde er auch Vorsitzender des Trägervereins für das Bundesleistungszentrum in Kienbaum. Zugleich wurde er als Präsident des neu gegründeten Nordostdeutschen Fußballverbandes gewählt. Von 1994 bis 2006 war er Vizepräsident des Deutschen Sportbundes. In Magdeburg gründete Moldenhauer 1991 den SV Oldies Magdeburg, in dem er sich selbst fit hielt und gelegentlich Fußballspiele absolvierte.

## Mitarbeiter des MfS
Nach Akten der BStU wurde Moldenhauer unter dem Decknamen „Kurt Straube“ als Gesellschaftlicher Mitarbeiter des Ministeriums für Staatssicherheit (MfS) der ehemaligen DDR geführt. So habe er im April 1984 mündlich seine Bereitschaft zur Zusammenarbeit mit dem MfS erklärt.